# Narratio Prima

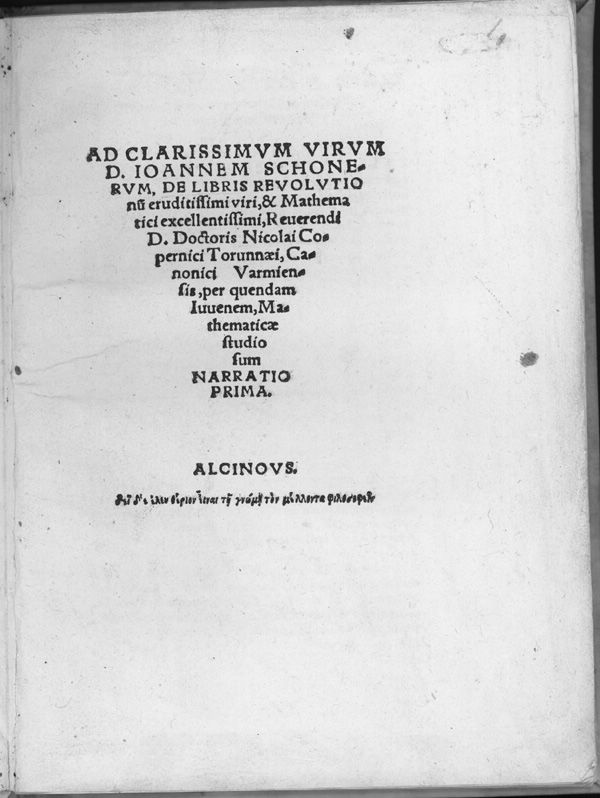
Titelseite der Narratio Prima

Narratio Prima (lateinisch für Erster Bericht) ist die Kurzbezeichnung einer erstmals 1540 veröffentlichten Schrift von Georg Joachim Rheticus, in der er die heliozentrische Theorie von Nikolaus Kopernikus beschrieb, deren Veröffentlichung unter dem Titel De revolutionibus orbium coelestium er drei Jahre später in Nürnberg bei Johannes Petreius überwachte.

## Geschichte
Die positive Aufnahme der bei Franz Rhode in Danzig gedruckten Narratio, die als offener Brief an Johannes Schöner gestaltet war und die erste gedruckte Form der Kopernikanischen Theorie darstellt bewog den fast 70-jährigen Kopernikus, endlich der Veröffentlichung von De revolutionibus orbium coelestium zuzustimmen.
Mit veröffentlicht wurde das Encomium Borussiae, eine „Lobschrift auf Preußen“. Im Jahre 1541 wurde in Basel durch Robert Winter eine zweite Auflage gedruckt, und dort 1566 durch Henricus Petrus eine dritte, in Verbindung mit der zweiten Auflage von De revolutionibus orbium coelestium.

## Ausgaben des 16. und 17. Jahrhunderts
- Ad clarissimum virum D. Ioannem Schonerum, de libris revolutionum eruditissimi viri, & mathematici excellentissimi reverendi D. Doctoris Nicolai Copernici Torunnaei, Canonici Varmiensis, per quendam iuvenem, mathematicae studiosum narratio prima. [Rhode], [Danzig 1540], doi:10.3931/e-rara-1297.
  - De libris Revolutionum eruditissimi viri, et mathematici excellentissimi reverendi D. Doctoris Nicolai Copernici Torunnaei Canonici Varmaciensis, Narratio Prima ad  clariss. Virum D. Ioan. Schonerum, per M. Georgium Ioachimum Rheticum, una cum Encomio Borussiae scripta. [Winter], Basel [1541] (doi:10.3931/e-rara-8326).
- In: De revolutionibus orbium coelestium, libri VI. […] Item de libris revolutionum Nicolai Copernici Narratio prima, per M. Georgium Ioachimum Rheticum ad D. Ioan. Schonerum scripta. Heinrich Petri, Basel 1566, (Digitalisat).
- In: Johannes Kepler: Prodromus Dissertationum Cosmographicarum, Continens Mysterium Cosmographicum, De Admirabili Proportione Orbium Coelestium. Georg Gruppenbach, Tübingen 1596, (Digitalisat).
- In: Johannes Kepler: Prodromus Dissertationum Cosmographicarum, Continens Mysterium Cosmographicum, De Admirabili Proportione Orbium Coelestium […] Libellus primum Tübingae in lucem datus anno Christi M. D. XCVI. Erasmus Kempfer, Frankfurt 1621 (Digitalisat).

## Moderne Ausgaben und Übersetzungen
- Henri Hugonnard-Roche, Jean-Pierre Verdet (Hrsg.): Georgii Joachimi Rhetici Narratio prima. Maison d'Édition de l'Académie Polonaise des Sciences, Wrocław 1982, ISBN 83-04-00764-9 (kritische Edition mit französischer Übersetzung und Kommentar)
- Des Georg Joachim Rhetikus Erster Bericht über die 6 Bücher des Kopernikus von den Kreisbewegungen der Himmelsbahnen. Übersetzung durch Karl Zeller, Oldenbourg 1943.